# Drivhuseffekt
 Denne artikel omhandler den atmosfæriske drivhuseffekt. For princippet bag drivhuse, se Drivhus.
Drivhuseffekt er opvarmning af atmosfæren og jordoverfladen som følge af, at nogle af atmosfærens gasser (såkaldte drivhusgasser) absorberer en del af den infrarøde varmestråling fra jordoverfladen. Temperaturen på planetens overflade og i atmosfæren bliver dermed højere end den ville have været uden denne effekt. Effekten har navn efter det fænomen, at glasfladerne i et drivhus tillader de kortbølgede solstråler at passere ind i drivhuset, men ikke den langbølgede varmestråling at forlade drivhuset, og resultatet bliver, at drivhuset virker som en varmefælde.[kilde mangler]
Siden industrialiseringen er der konstateret temperaturændringer og andre klimaændringer, der er videnskabelig konsensus om de menneskeskabte klimaforandring. En ukontrolleret drivhuseffekt kaldes løbsk drivhuseffekt.

## Atmosfærisk drivhuseffekt
Den atmosfæriske drivhuseffekt kendetegnes ved at Jordens atmosfære tillader den kortbølgede solstråling (sollys: (lidt UVB), UVA, synligt lys og NIR (0,7–5 µm)) at passere på vej ned til overfladen, hvor den indfangede solstråling bliver omdannet til varmeenergi. Denne udsendes af jordens overflade i form af langbølget varmestråling MIR (5–30 µm) =termisk-IR.[kilde mangler] En del af atmosfæren, de såkaldte drivhusgasser, opfanger og tilbagestråler denne form for varmeenergi. Dermed bliver jordens atmosfære og overflade varmere, end den ville være uden en atmosfære med drivhusgasser. Typisk bliver der nævnt et tal på -18 °C uden drivhusgasser mod en global gennemsnitstemperatur på omtrent +8,5 °C.[kilde mangler]
Omtrent 66 % af den samlede drivhuspåvirkning skyldes vanddamp[kilde mangler], altså luftbåret vand og ikke vanddråber i skyerne.
Bemærk at "drivhuseffekten" og nedbrydningen af ozonlaget, det såkaldte "ozonhul", bør ikke forveksles. Samtidig med at ozon dannes og nedbrydes i et kemisk kredsløb af solstrålingen og nedbrydes af CFC-gasserne, virker ozon som drivhusgas.
Solen opvarmer jordoverfladen i form af lysstråler. Jordoverfladen vil dernæst absorbere lyset og omdanne det til varmestråling - langbølgede stråler. Disse stråler er rettet mod rummet, men bliver holdt tilbage af skyer og visse andre luftarter – drivhusgasser. Derefter bliver varmestrålingen reflekteret, og resulterer i opvarmning af vores atmosfære. Den globale opvarmning kaldes for drivhuseffekten, fordi den kan sammenlignes med funktionen af et almindeligt havedrivhus. Lys er kortbølget og kan derfor trænge ind gennem glasset, mens varmestråling er langbølget og kan ikke trænge ud gennem glasset – derfor vil der være ekstra varmt i et havedrivhus.